# Skeer (instrument)
Skeer kan bruges som et interimistisk percussioninstrument. At spille på skeer opstod i Irland, hvor man brugte ribben fra får til at spille med. Skeer bliver blandt andet brugt i britisk, irsk, fransk canadisk, græsk, amerikansk, russisk og tyrkisk folkemusik.
Blandt kendte musikere som spiller på skeer kan nævnes Duncan Campbell fra reggaebandet UB40, Bobby Hebb og Noel Crombie. Desuden havde det amerikanske band Soundgarden i 1994 et hit med sangen "Spoonman" som de spillede sammen med den kendte street performer Artis the Spoonman.